# Ad nutum
Ad Nutum: term waarmee bedoeld wordt dat een beslissing altijd en in principe zonder voorafgaande motivering of zonder enige reden herroepbaar is.

## Voorbeelden
- In het Belgische vennootschapsrecht kan een bestuurder in een Naamloze Vennootschap (nv) ad nutum door de Algemene Vergadering (der aandeelhouders) ontslagen worden.[1]
- In het kader van koop kunnen de partijen een deskundige aanstellen van wie de prijsbepaling afhangt.[2] De partijen kunnen zijn mandaat echter ad nutum herroepen.
- In het consumentenrecht kan bij verkoop op afstand, de consument binnen een termijn van 14 dagen de overeenkomst (contract) ad nutum herroepen.[3]